# NGC 3341
NGC 3341 é uma galáxia  localizada na direcção da constelação de Sextans. Possui uma declinação de +05° 02' 39" e uma ascensão recta de 10 horas, 42 minutos e 31,5 segundos.
A galáxia NGC 3341 foi descoberta em 22 de Março de 1865 por Albert Marth.